# Jaime Maestro Pérez
Jaime Maestro Pérez (Madrid, h. 1892-Vallecas, 28 de septiembre de 1936) fue un periodista español. 

## Biografía
Era hijo de Jaime Maestro y de Dolóres Perez. Dedicado al periodismo, fue redactor de Prensa Asociada y en la década de 1910 entró en la redacción del diario integrista El Siglo Futuro.
Durante la Segunda República fue redactor jefe de El Siglo Futuro, director de la Agencia Fides y tesorero del Sindicato Autónomo de Periodistas constituido en Madrid. Según Francisco Casares, Maestro, a quien describe como «meticuloso, ordenado, con su parsimonia de hombre grueso y de hombre bueno», solía proclamar sin reparos: «Yo soy un cavernícola».
Tras el inicio de la Guerra Civil Española, el 26 de septiembre de 1936 un escuadrón mixto de policía y CPIP llegó a su casa para arrestarlo. Maestro se había escondido, por lo que amenazaron con matar a sus familiares a menos que revelaran su paradero. Siguiendo el consejo de un amigo, Maestro decidió presentarse ante la Brigada Atadell. Sin embargo, Atadell lo pasó a la jurisdicción del CPIP, y fue asesinado, siendo encontrado su cadáver dos días después en una cuneta en el kilómetro 10 de la carretera de salida de Madrid a Valencia.
Residía en la calle de Augusto Figueroa, n.º 31. Estuvo casado con Rafaela Aguilera Vega, y fue padre de Jaime Maestro Aguilera, traductor de la obra de Jacobo Benigno Bossuet Política sacada de las Sagradas Escrituras (1974), al que ABC definió en 1956 como un estudiante «anticatólico, anticlerical, contrario a la doctrina del Movimiento y políticamente adscrito al ideario comunista».